# Gerold Schwarzenbach
Gerold Karl Schwarzenbach (Horgen, 15 de março de 1904 — 20 de maio de 1978) foi um químico suíço.
Schwarzenbach nasceu e cresceu em Horgen, na Suíça. Estudou química no Instituto Federal de Tecnologia de Zurique (ETH Zurique) e obteve bo doutorado em 1928 com a tese Studien über die von Salzbildung Beizenfarbstoffen. De 1930 a 1955 foi palestrante e mais tarde professor de química especial inorgânica e analítica no Universidade de Zurique. Ele se aposentou em 1973. 
Um de seus principais temas de investigação foi a química de coordenação. Gerold esteve substancialmente envolvido no estudo de EDTA e a participação dos ligantes. Em 1963 foi galardoado com o Prêmio Marcel Benoist. Em 1967 foi condecorado com a Medalha Torbern Bergman. Em 1971 recebeu um doutoramento honorário da Universidade de Berna.